# Campodorus yakutator
Campodorus yakutator är en stekelart som beskrevs av Dmitriy R. Kasparyan 2006. Campodorus yakutator ingår i släktet Campodorus och familjen brokparasitsteklar. Inga underarter finns listade.